# Rozwiernik północny
Rozwiernik północny (Tubulicrinis borealis J. Erikss) – gatunek grzybów z rzędu szczeciniakowców (Hymenochaetaceae).

## Systematyka i nazewnictwo
Pozycja w klasyfikacji według Index Fungorum: Subulicrinis, Hymenochaetaceae, Hymenochaetales, Agaricomycetidae, Agaricomycetes, Agaricomycotina, Basidiomycota, Fungi.
Takson ten w 1958 r. opisał John Eriksson na świerku i sośnie w Szwecji.
Polską nazwę zaproponował Władysław Wojewoda w 2003 r.

## Występowanie i siedlisko
Podano występowanie rozwiernika północnego w niektórych krajach Europy, najliczniej na Półwyspie Skandynawskim. W. Wojewoda w 2003 r. przytacza 2 jego stanowiska na terenie Polski. Znajduje się na Czerwonej liście roślin i grzybów Polski. Ma status E – gatunek wymierający, którego przeżycie jest mało prawdopodobne, jeśli nadal będą działać czynniki zagrożenia.
Grzyb nadrzewny, saprotrof. Występuje w lasach na leżących na ziemi i próchniejących pniach drzew.